# Vida/Perra
Vida/Perra es una película española de género dramático, en formato de monólogo estrenada mundialmente en el Festival Internacional de Cine de Venecia el 1 de septiembre de 1982. Fue dirigida por Javier Aguirre Fernández y con Esperanza Roy como única protagonista.
Se trata de una adaptación cinematográfica de la novela "La vida perra de Juanita Narboni" de Ángel Vázquez.
Por su interpretación en esta película, Esperanza Roy fue galardonada en la 33.ª ceremonia de entrega de los Fotogramas de Plata 1982, que se entregaron en 1983.

## Sinopsis
Una mujer, Juanita Narboni, va recordando aspectos de su vida, de su aterradora soledad, ante una cámara que la contempla tanto en los interiores de su casa (habitación, salones) como en exteriores (playa, cementerio, etc.).

## Reparto
- Esperanza Roy como Juanita Narboni.[5]